# Otto Voss (Mediziner, 1869)
Otto Voss (* 10. August 1869 in Glauchau; † 15. Juli 1959 in Berchtesgaden) war ein deutscher HNO-Arzt und Hochschullehrer.

## Leben
Nach dem Abitur 1889 in St. Afra in Meißen studierte er Medizin in Berlin bis zur Promotion 1893. Dann wurde er Militärarzt in Straßburg (Elsaß) und 1901 Assistent an der Charité in Berlin bei Ferdinand Trautmann. 1905 wurde er nach Königsberg (Ostpreußen) versetzt, wo er sich für Nasen- und Ohrenkrankheiten habilitierte. 1907 erhielt er den Professorentitel, schied aber aus der Universität Albertina aus und wechselte als Chefarzt der Ohrenklinik an die städtische Klinik in Frankfurt am Main. An der neu gegründeten  Universität Frankfurt am Main war er seit 1914 Professor. 1915/16 war er als Militärarzt an der Ostfront im Ersten Weltkrieg eingesetzt. 1929 übernahm er zusätzlich die Frankfurter Nasen- und Halsklinik von Gustav Spiess bis zur Emeritierung 1937. Er entdeckte u. a. geburtstraumatische Schädigungen des Ohres. Otto Voss wurde im Jahr 1928 in die Deutsche Akademie der Naturforscher Leopoldina aufgenommen.

## Schriften
- (Hrsg.): Handbuch der ärztlichen Erfahrungen im Weltkriege 1914/1918. Bd. 6 Gehörorgan, obere Luft- und Speisewege, Leipzig 1921

## Ehrungen
Am 10. August 1944 verlieh ihm Adolf Hitler die Goethe-Medaille für Kunst und Wissenschaft.